# Nuelles
Nuelles (Aussprache [nɥɛl]) ist eine ehemalige Gemeinde mit 694 Einwohnern (Stand: 1. Januar 2022) im französischen Département Rhône in der Region Auvergne-Rhône-Alpes. Sie gehörte zum Arrondissement Villefranche-sur-Saône. Die Bewohner werden Nuellois und Nuelloises genannt.
Der Erlass des Präfekten vom 12. November 2012 legte mit Wirkung zum 1. Januar 2013 die Eingliederung von Nuelles zunächst als Commune déléguée zusammen mit der früheren Gemeinde Saint-Germain-sur-l’Arbresle zur Commune nouvelle Saint-Germain-Nuelles fest. Nach einigen Monaten wurde der Status als Commune déléguée vom Gemeinderat widerrufen.

## Geografie

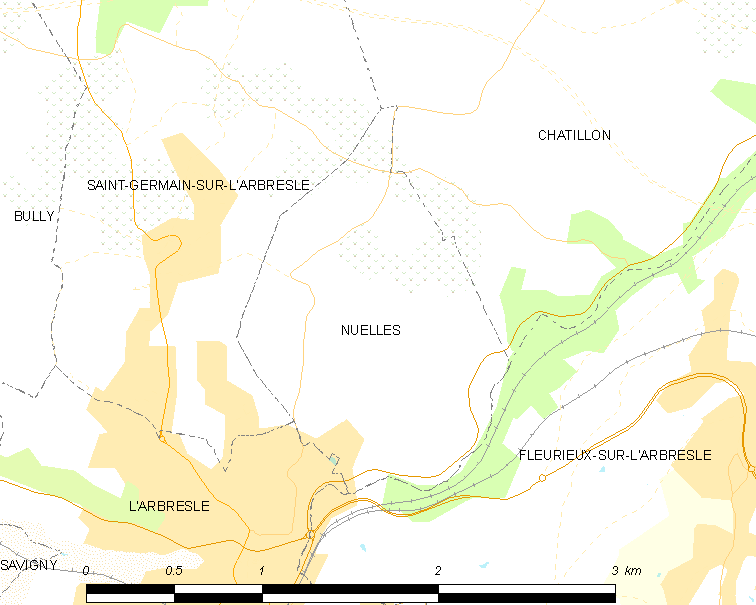
Karte von Nuelles

Nuelles liegt etwa 19 Kilometer nordwestlich von Lyon und etwa 17 Kilometer südsüdwestlich von Villefranche-sur-Saône in der Région naturelle des Beaujolais. Aus geologischer Sicht besteht der Boden der Ortsfläche aus Buntsandstein, Amphibolit-Glimmerschiefer, Schichten des Unterjuras und vereinzelt Schotterlagerstätten. Die kultivierten Böden sind daher kieselhaltig, vermischt mit Ton oder mit Kalk. Das Ortsgebiet befindet sich auf einem Hochplateau, eingerahmt von den Tälern der Brévenne und der Turdine. Das Relief ist leicht hügelig mit einer höchsten Erhebung von 299 m im Norden. Nuelles liegt im Einzugsgebiet der Rhone am linken Ufer der Brévenne und wird außerdem vom zeitweise trockenfallenden Ruisseau du Moulin entwässert, der im Südosten in die Brévenne mündet. Der tiefste Punkt von Nuelles wird mit 211 m im Südosten beim Austritt der Brévenne aus dem Ortsgebiet gemessen.
Umgeben wird Nuelles von drei Nachbargemeinden und einem Ortsteil von Saint-Germain-Nuelles:
| Saint-Germain-sur-l’Arbresle (Ortsteil) |                                             | Châtillon                |
|                                         | Kompassrose, die auf Nachbargemeinden zeigt |                          |
| L’Arbresle                              |                                             | Fleurieux-sur-l’Arbresle |

## Geschichte
Spuren der Existenz von Nuelles finden sich in mehreren Schriftstücken, unter anderem im Kopialbuch der Abtei von Savigny, wo es bereits im Jahr 962 als Pfarrei erwähnt wird. Seine Ursprünge unter verschiedenen Namen – Noëllis, Nulla, Noalle, Saint-Rambert de Novellis – gehen auf mehrere Jahrhunderte vor unserer Zeitrechnung zurück, kurz nach der Gründung von L’Arbresle. Der Ortsname ist von Nova-Villa abgeleitet, dem Namen eines Herrenhauses, das die erste Siedlung war. Als Zeichen einer frühen Besiedlung wurden auf dem Gebiet der Gemeinde im Foncin-Tal gallorömische Wohnstätten gefunden.
Im 12. Jahrhundert gab es im Dorf ein Priorat, das im 15. Jahrhundert verschwand. Dieses Feste Haus, in dem eine Gemeinde untergebracht war, ist heute rechts neben der Kirche noch sichtbar.
Im 15. Jahrhundert unterstand die Pfarrgemeinde Saint-Ragneberti de Novellis von Nuelles der Abteiherrschaft von Ile Barbe. Die Gemeinde war anschließend dem Priorat Saint-Rambert im Forez unterstellt und wurde 1575 nach einem Gütertausch der Herrschaft von Bertrand d’Albon, dem Seigneur von Saint-Forgeux, angegliedert. Auch das Kloster Savigny erhob dort Abgaben.
Die Guérins, Herren von Lacollonge und anderen Orten, residierten im Schloss der Ortschaft. Ihnen gehörte die Hälfte des Territoriums und sie behielten diesen Besitz bis 1855. Das Schloss wurde restauriert und in einen modernen Wohnsitz umgewandelt.
Während des Konkordats von 1801 wurde die Pfarrei an die von Saint-Germain-sur-l’Arbresle angegliedert und erst 1874 wieder als eigenständige Pfarrei errichtet. Damals wurde der heilige Josef zum Schutzpatron gewählt und trat damit die Nachfolge von den Heiligen Rochus und Rambert an.

## Bevölkerungsentwicklung
| Nuelles: Einwohnerzahlen von 1793 bis 2020                                                                                 | Nuelles: Einwohnerzahlen von 1793 bis 2020 | Nuelles: Einwohnerzahlen von 1793 bis 2020 | Nuelles: Einwohnerzahlen von 1793 bis 2020 | Nuelles: Einwohnerzahlen von 1793 bis 2020 |
| --- | ------------------------------------------ | ------------------------------------------ | ------------------------------------------ | ------------------------------------------ |
| Jahr |                                            |                                            |                                            | Einwohner                                  |
| 1793 | 1793                                       |                                            | 170                                        | 170                                        |
| 1800 | 1800                                       |                                            | 198                                        | 198                                        |
| 1806 | 1806                                       |                                            | 220                                        | 220                                        |
| 1821 | 1821                                       |                                            | 202                                        | 202                                        |
| 1831 | 1831                                       |                                            | 206                                        | 206                                        |
| 1836 | 1836                                       |                                            | 249                                        | 249                                        |
| 1841 | 1841                                       |                                            | 228                                        | 228                                        |
| 1846 | 1846                                       |                                            | 237                                        | 237                                        |
| 1851 | 1851                                       |                                            | 240                                        | 240                                        |
| 1856 | 1856                                       |                                            | 227                                        | 227                                        |
| 1861 | 1861                                       |                                            | 226                                        | 226                                        |
| 1866 | 1866                                       |                                            | 213                                        | 213                                        |
| 1872 | 1872                                       |                                            | 215                                        | 215                                        |
| 1876 | 1876                                       |                                            | 235                                        | 235                                        |
| 1881 | 1881                                       |                                            | 243                                        | 243                                        |
| 1886 | 1886                                       |                                            | 253                                        | 253                                        |
| 1891 | 1891                                       |                                            | 246                                        | 246                                        |
| 1896 | 1896                                       |                                            | 242                                        | 242                                        |
| 1901 | 1901                                       |                                            | 249                                        | 249                                        |
| 1906 | 1906                                       |                                            | 236                                        | 236                                        |
| 1911 | 1911                                       |                                            | 236                                        | 236                                        |
| 1921 | 1921                                       |                                            | 180                                        | 180                                        |
| 1926 | 1926                                       |                                            | 187                                        | 187                                        |
| 1931 | 1931                                       |                                            | 193                                        | 193                                        |
| 1936 | 1936                                       |                                            | 196                                        | 196                                        |
| 1946 | 1946                                       |                                            | 192                                        | 192                                        |
| 1954 | 1954                                       |                                            | 231                                        | 231                                        |
| 1962 | 1962                                       |                                            | 271                                        | 271                                        |
| 1968 | 1968                                       |                                            | 248                                        | 248                                        |
| 1975 | 1975                                       |                                            | 305                                        | 305                                        |
| 1982 | 1982                                       |                                            | 336                                        | 336                                        |
| 1990 | 1990                                       |                                            | 436                                        | 436                                        |
| 1999 | 1999                                       |                                            | 503                                        | 503                                        |
| 2006 | 2006                                       |                                            | 595                                        | 595                                        |
| 2013 | 2013                                       |                                            | 683                                        | 683                                        |
| 2020 | 2020                                       |                                            | 688                                        | 688                                        |
| Quelle(n): EHESS/Cassini bis 1999, INSEE ab 2006 Anmerkung(en): Ab 1962 offizielle Zahlen ohne Einwohner mit Zweitwohnsitz |                                            |                                            |                                            |                                            |

## Sehenswürdigkeiten
- Eine im Kopialbuch der Abtei der Ile Barbe enthaltene Schrift bestätigt die Existenz der romanischen Kirche Saint-Joseph in Nuelles im 10. Jahrhundert (962). Der obere Teil des Eingangsportals im Stil der Flamboyantgotik wird im 15. Jahrhundert berichtet.[2]
- Sechs Flurkreuze

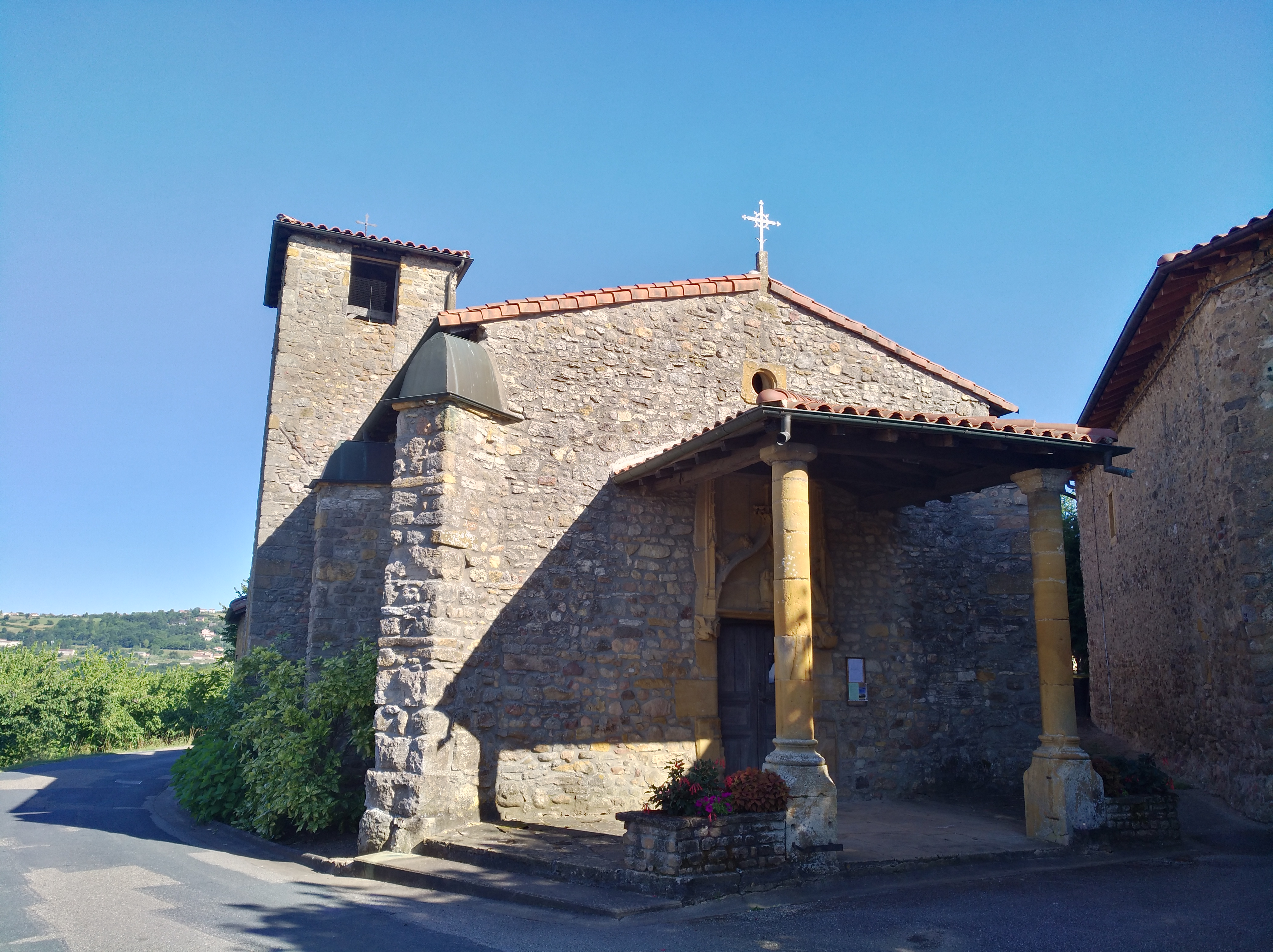
Kirche Saint-Joseph
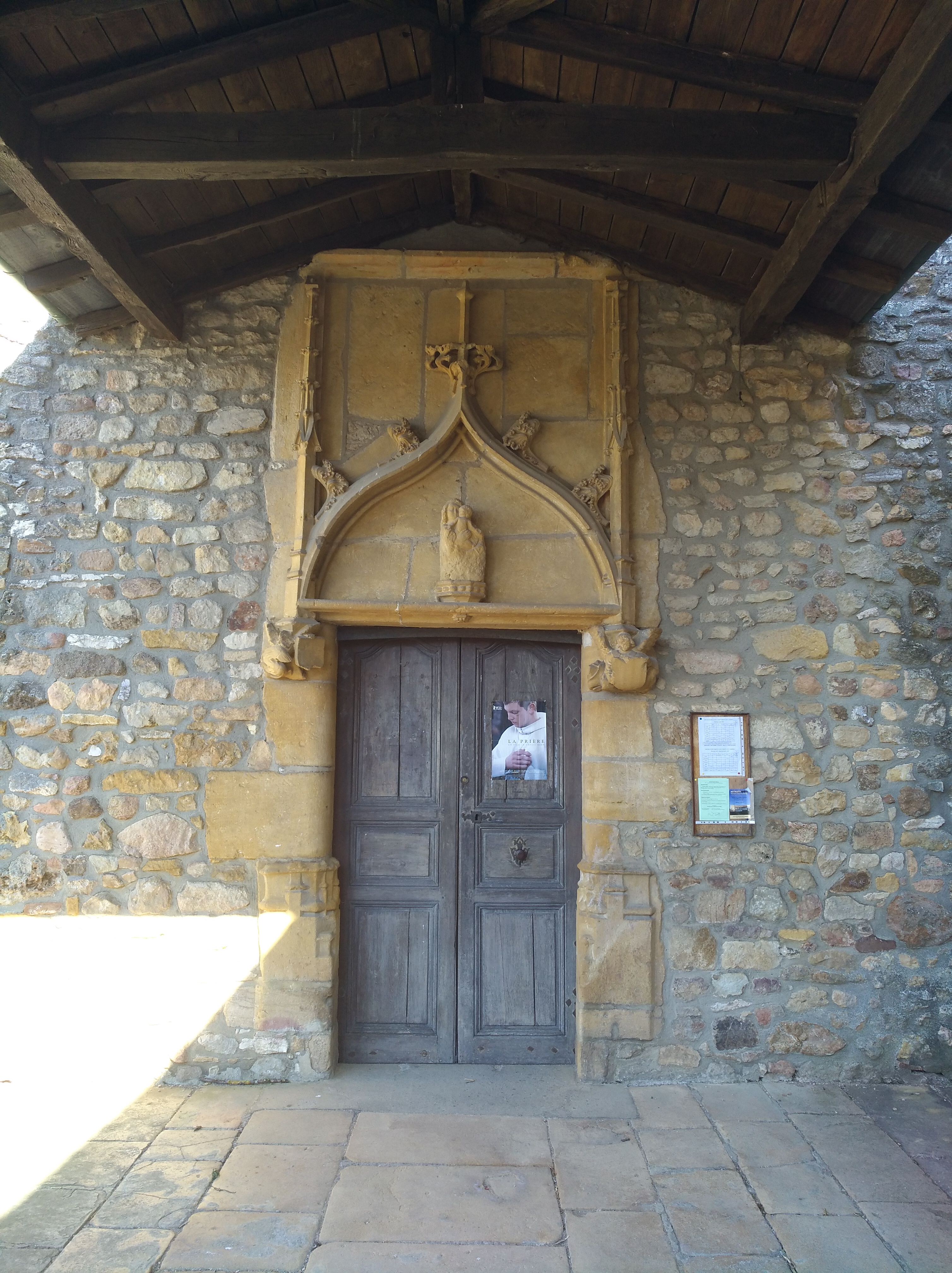
Eingangsportal